# Nematopogon schwarziellus
Nematopogon schwarziellus Zeller, 1839 è un lepidottero appartenente alla famiglia Adelidae, diffuso in Europa.

## Descrizione

### Adulto
Si tratta di una falena di piccole dimensioni, alquanto primitiva, con nervatura alare eteroneura e apparato riproduttore femminile provvisto di un'unica apertura, destinata sia all'accoppiamento, sia all'ovodeposizione. L'apertura alare è di 14–18 mm.

#### Capo
Il capo è ricoperto di scaglie piliformi di colore giallo-arancione. Gli ocelli sono assenti, così come i chaetosemata. Gli occhi sono alquanto sviluppati. La spirotromba è funzionante e risulta ricoperta di scaglie e più lunga della capsula cefalica, estendendosi fin oltre i palpi mascellari; questi ultimi risultano allungati. I palpi labiali hanno tre segmenti, corti e con setole laterali sul secondo; il segmento apicale rivela la presenza di un organo di vom Rath.
Le antenne sono bianco-giallastre, filiformi e, soprattutto nel maschio, superano di parecchio la lunghezza del corpo. Si osserva la presenza di uno sclerite intercalare, oltre a spinule laterali probabilmente derivate dai sensilla, in alcuni segmenti prossimali del flagello dei maschi.

#### Torace
L'ala anteriore ha una colorazione tra l'avorio e l'ocra spento, con forma lanceolata e un fitto "reticolo" giallognolo che ricopre l'intera superficie; l'apice è più acuto rispetto a quello di Nematopogon metaxella; per tutta la lunghezza del termen sono visibili lunghe frangiature gialline. I microtrichi sono presenti ed uniformemente distribuiti. L'ala posteriore risulta più tozza e arrotondata, di un grigiastro uniforme, con frangiature ancora più lunghe di quelle dell'ala anteriore; come in tutti gli adelidi, si nota una riduzione del sistema legato al settore radiale (Rs) dell'ala posteriore, con anastomosi di Sc ed R dal quarto basale fino al termen, ed Rs non ramificata; l'accoppiamento alare è di tipo frenato, con frenulum a singola setola composita nel maschio, e setole multiple nella femmina.
È presente l'apparato di connessione tra ala anteriore e metatorace (spinarea); si possono inoltre osservare un ponte precoxale e la perdita del primo sternite addominale, mentre il secondo si suddivide in uno sclerite anteriore più piccolo (S2a) ed uno posteriore più sviluppato (S2b).
Nelle zampe, gli speroni tibiali hanno formula 0-2-4.

#### Addome

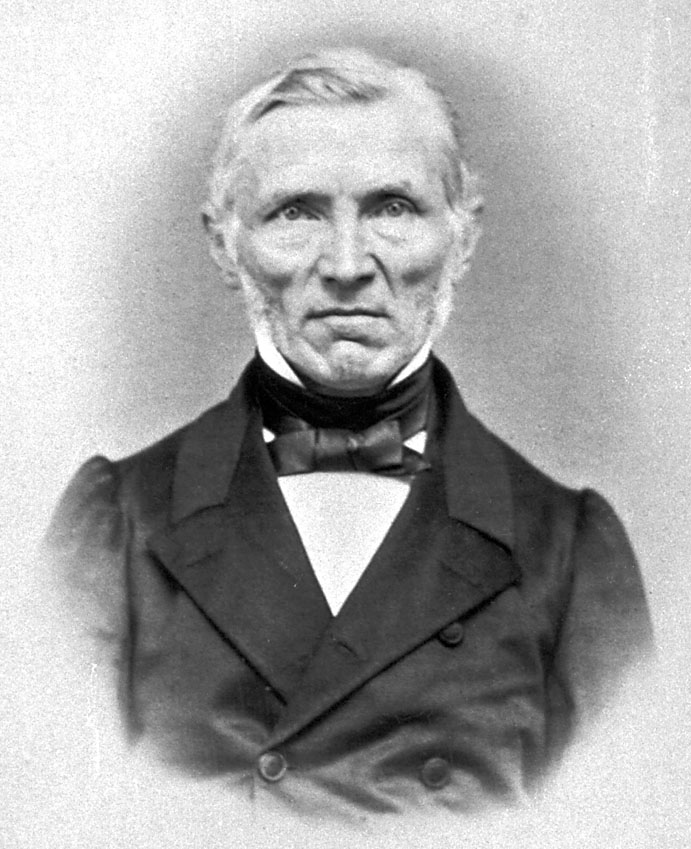
L'entomologo tedesco Philipp Christoph Zeller, che descrisse la specie nel 1839

L'apparato genitale maschile rivela, su ogni valva, una struttura a pettine detta pectinifer. L'uncus è assente, mentre il vinculum presenta un saccus allungato. All'apice della valva è visibile una spinula non riscontrabile nelle altre specie di Nematopogon. La juxta è a forma di freccia, mentre l'edeago è assottigliato.
Nel genitale femminile, l'ovopositore è ben sviluppato e perforante, con apici appiattiti lateralmente, che permettono l'inserimento delle uova all'interno dei tessuti fogliari della pianta ospite; tale caratteristica viene considerata una specializzazione secondaria degli adelidi. La cloaca è stretta e tubuliforme. Le apofisi sono fortemente sclerotizzate; il corpus bursae è sviluppato e membranaceo, senza signa.

### Uovo
Le uova sono lievemente punteggiate; vengono inserite singolarmente nei tessuti della pianta ospite, pertanto assumono la forma della "tasca" in cui le inserisce la femmina.

### Larva
Il bruco, quasi cilindrico, possiede un capo arrotondato, non appiattito e prognato, con solco epicraniale marcato e sei stemmata per lato.

Sono presenti due setole genuali, G1 e G2, mentre l'assenza della setola adfrontale AF2 è considerata un'evoluzione secondaria.

Sul protorace è visibile uno scudo ben sclerotizzato.

Le zampe toraciche sono ben sviluppate, mentre le pseudozampe, poste sui segmenti addominali III-VI e X, sono fortemente ridotte; gli uncini pseudopodiali, assenti sul segmento X, sono disposti su file multiple.

### Pupa
La pupa è dectica, con cuticola lievemente sclerotizzata e appendici solo debolmente aderenti al corpo. I palpi mascellari appaiono prominenti, mentre quelli labiali risultano esposti, così come le coxe del primo paio di zampe. All'interno del bozzolo, le antenne sono accomodate attorno all'addome. I segmenti addominali da III a VII sono mobili, e si notano una o due file di spinule sulla superficie della maggior parte dei segmenti.

## Biologia

### Ciclo vitale
Gli adulti volano dal tardo pomeriggio fino al crepuscolo, soprattutto attorno a gruppi di infiorescenze, alberi o cespugli.
La larva è una minatrice fogliare durante la primavera; in seguito, quando si avvicina lo stadio pre-pupale, il bruco vive all'interno di un astuccio lenticolare portatile, che costruisce a partire da frammenti di foglie e detriti del sottobosco, ed allarga via via che si accresce; in questa fase si alimenta prevalentemente di foglie cadute nella lettiera, o comunque di vegetali a basso fusto.
L'impupamento avviene pertanto all'interno di quest'involucro, spesso ai piedi della pianta ospite, sotto lo strato di foglie cadute.

### Periodo di volo
Gli adulti volano tra aprile e giugno.

### Alimentazione
Le larve di questa specie si accrescono su piante appartenenti a diverse famiglie, tra cui:
- Brassicaceae Burnett, 1835
  - Alliaria Heist. ex Fabr., 1759
    - Alliaria petiolata (M.Bieb.) Cavara & Grande, 1913 (alliaria o erba aglina)
- Lamiaceae Martinov, 1820
  - Ajuga sp. L., 1753
  - Glechoma L., 1753
    - Glechoma hederacea L., 1753 (edera terrestre)
- Urticaceae Juss., 1789
  - Urtica sp. L., 1753 (ortiche)

## Distribuzione e habitat

La specie è diffusa in Europa

La specie è diffusa esclusivamente in Europa, e più in dettaglio è stata rinvenuta in: Spagna continentale, Irlanda, Regno Unito, Francia continentale, Belgio, Paesi Bassi, Norvegia, Svezia, Finlandia, Danimarca continentale, Germania, Svizzera, Austria, Italia continentale, Bosnia ed Erzegovina, Macedonia del Nord, Albania, Polonia, Repubblica Ceca, Slovacchia, Ungheria, Romania, Bulgaria, Oblast' di Kaliningrad, Estonia, Lettonia, Lituania, Russia settentrionale e centrale. Non si dispone di dati riguardo alla presenza di N. schwarziellus in Gibilterra, Andorra, Principato di Monaco, Liechtenstein, San Marino, Città del Vaticano, Bielorussia, Moldavia, Turchia Europea, Russia orientale e meridionale.
L'habitat è rappresentato da foreste a latifoglie, macchie e zone boschive.

## Tassonomia
Nematopogon schwarziellus Zeller, 1839 - Isis 32: 185 - locus typicus: Boemia

### Sinonimi
Sono stati riportati i seguenti sinonimi.
- Nematopogon carteri (Stainton, 1854) - Ins. Brit.: 47[22] - locus typicus: Inghilterra (sinonimo eterotipico)
- Nematopogon schwarziella Zeller, 1839 - Isis 32: 185[1] - locus typicus: Boemia (sinonimo omotipico)
- Nemophora carteri Stainton, 1854 - Ins. Brit.: 47[22] - locus typicus: Inghilterra (sinonimo eterotipico)

### Sottospecie
Non sono state descritte sottospecie.

## Galleria di immagini

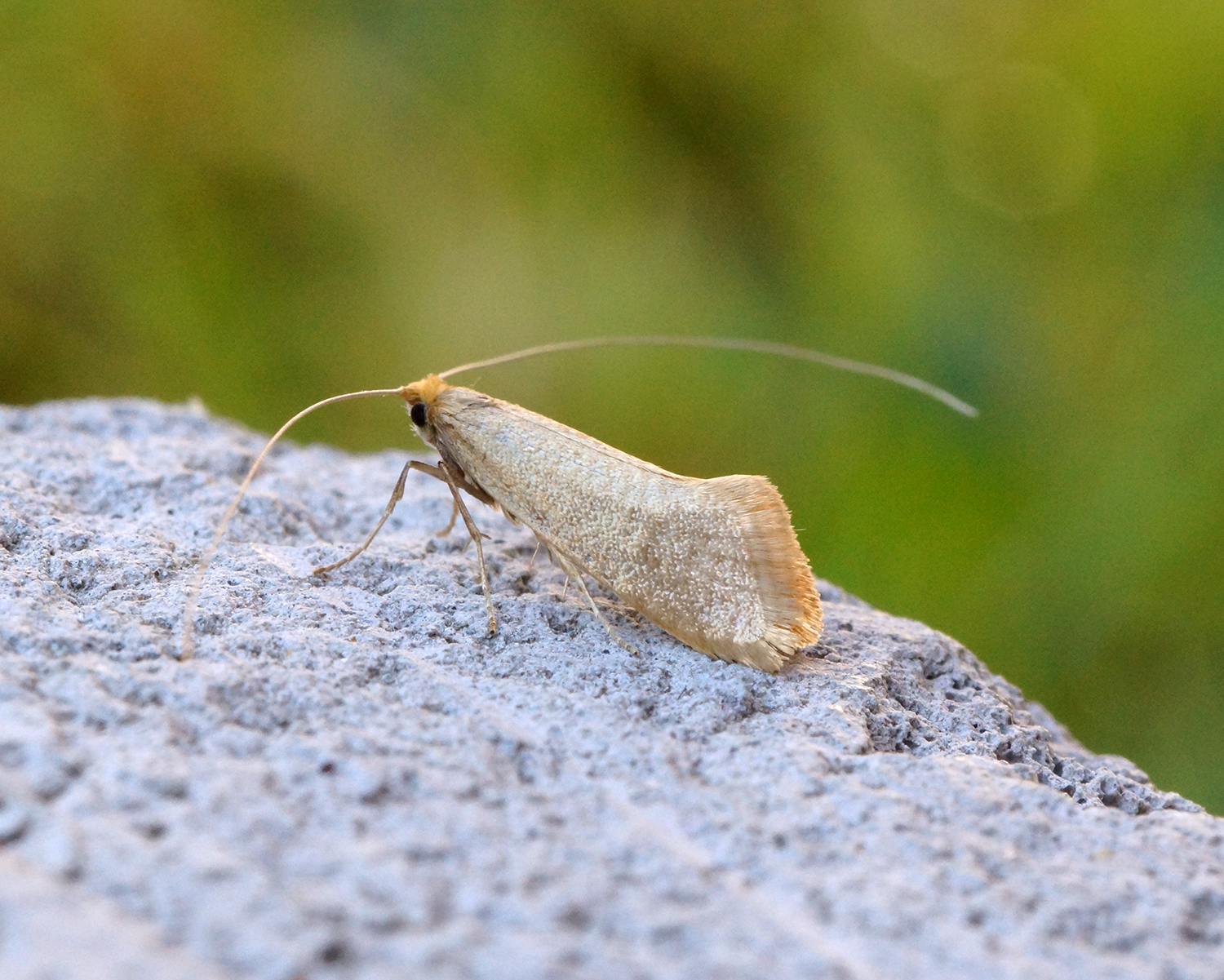
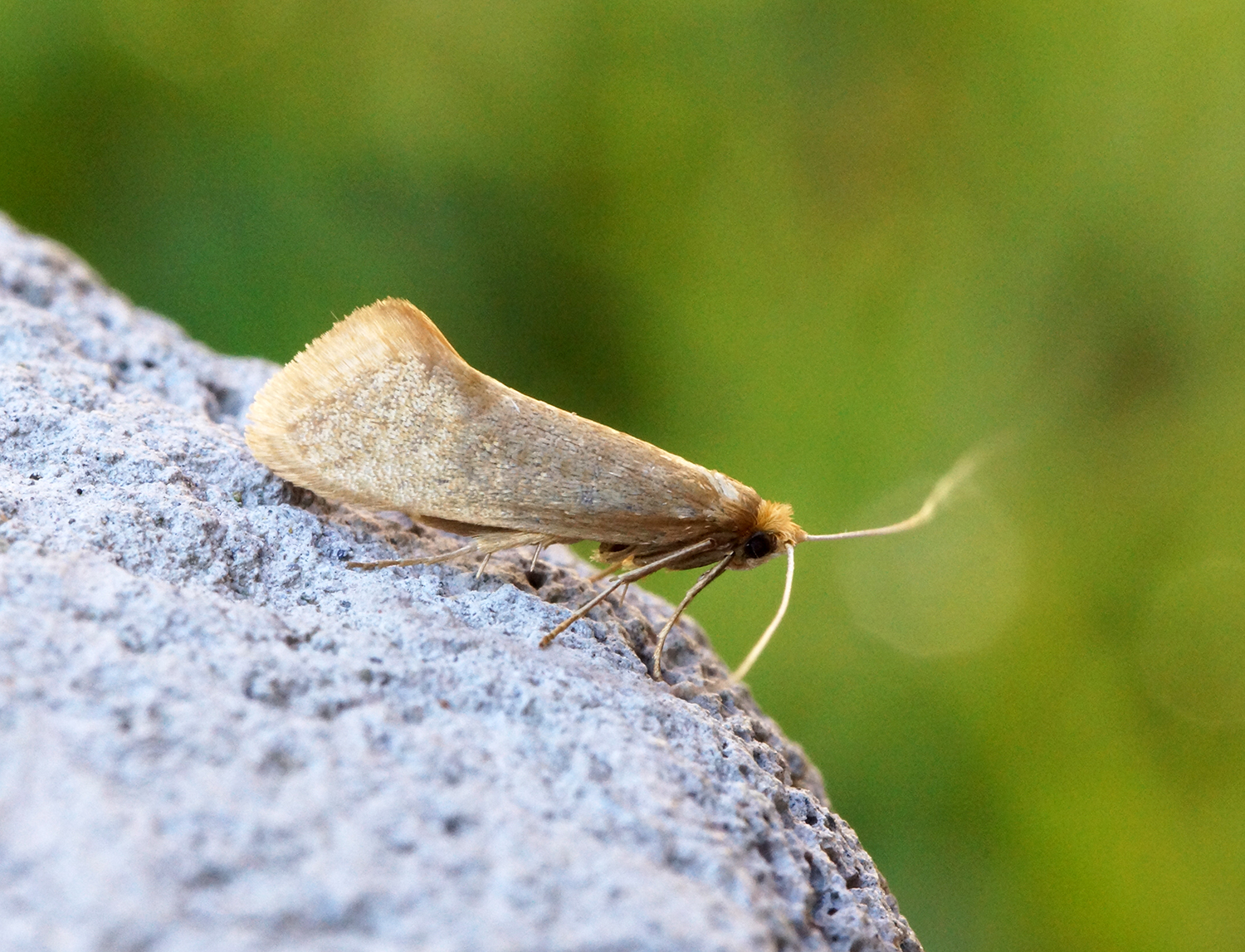
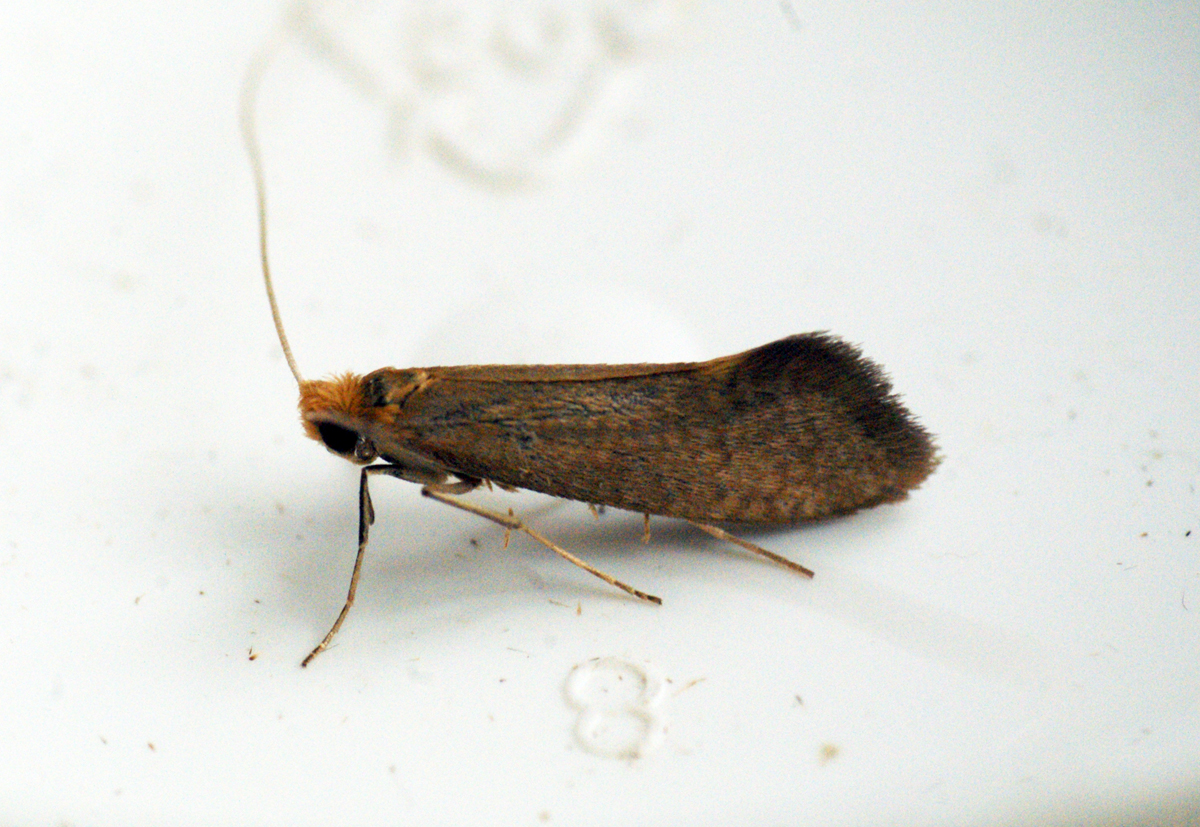
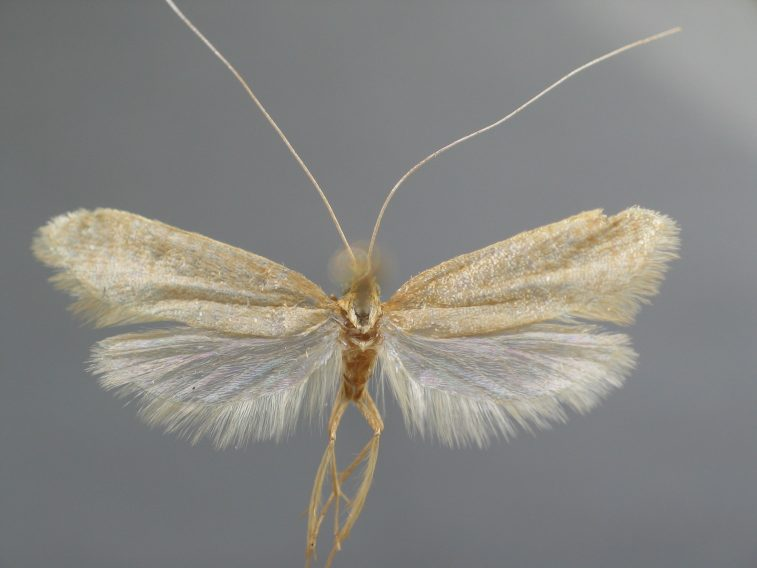

## Conservazione
Lo stato di conservazione della specie non è stato ancora valutato dalla Lista rossa IUCN.

### Pubblicazioni
- (EN) Braun, A. F., Pupal tracheation and imaginal venation in Microlepidoptera, in Transactions of the American Entomological Society, vol. 59, Philadelphia, 1933,  pp. 229–268, ISSN 2328-3815 (WC · ACNP), OCLC 874862115.
- (EN) Brock, J. P., A contribution towards an understanding of the morphology and phylogeny of the Ditrysian Lepidoptera (abstract), in Journal of Natural History, vol. 5, n. 1, Londra, Taylor & Francis, 1971,  pp. 29–102, DOI:10.1080/00222937100770031, ISSN 0022-2933 (WC · ACNP), LCCN 68007383, OCLC 363169739.
- (EN) Common, I. F. B, Evolution and Classification of the Lepidoptera (abstract), in Annual Review of Entomology, vol. 20, Palo Alto, California, Entomological Society of America, gennaio 1975,  pp. 183–203, DOI:10.1146/annurev.en.20.010175.001151, ISSN 0066-4170 (WC · ACNP), LCCN 56005750, OCLC 1321134. URL consultato il 15 dicembre 2016 (archiviato dall'url originale il 3 febbraio 2019).
- (EN) Davis, D. R., A New Family of Monotrysian Moths from Austral South America (Lepidoptera: Palaephatidae), with a Phylogenetic Review of the Monotrysia (PDF), in Smithsonian Contributions to Zoology, vol. 434, Washington D.C., Smithsonian Institution Press, 1986,  pp. iv, 202, DOI:10.5479/si.00810282.434, ISSN 0081-0282 (WC · ACNP), LCCN 85600307, OCLC 12974725.
- (EN) Davis, D. R. and Gentili, P., Andesianidae, a new family of monotrysian moths (Lepidoptera:Andesianoidea) from austral South America (PDF), in Invertebrate Systematics, vol. 17, n. 1, Collingwood, Victoria, CSIRO Publishing, 24 marzo 2003,  pp. 15–26, DOI:10.1071/IS02006, ISSN 1445-5226 (WC · ACNP), OCLC 441542380.
- (EN) Dugdale, J. S., Female Genital Configuration in the Classification of Lepidoptera (PDF), in New Zealand Journal of Zoology, vol. 1, n. 2, Wellington, 1974,  pp. 127–146, DOI:10.1080/03014223.1974.9517821, ISSN 1175-8821 (WC · ACNP), OCLC 60524666.
- (EN) Kristensen, N. P., The Morphological and Functional Evolution of the Mouthparts in Adult Lepidoptera (abstract), in Opuscula Entomologica, vol. 33, Lund, Entomologiska sällskapet, 1968a,  pp. 69–72, ISSN 0375-0205 (WC · ACNP), LCCN 70020995, OCLC 1761351.
- (EN) Kristensen, N. P., Studies on the morphology and systematics of primitive Lepidoptera (Insecta) (abstract), in Steenstrupia, vol. 10, n. 5, Copenaghen, Zoologisk Museum, 1984,  pp. 141–191, ISSN 0375-2909 (WC · ACNP), LCCN 78641716, OCLC 35420370.
- (EN) Kyrki, J., Adult abdominal sternum II in ditrysian tineoid superfamities - morphology and phylogenetic significance (Lepidoptera) (abstract), in Annales entomologici Fennici / Suomen hyönteistieteellinen aikakauskirja, vol. 49, Helsinki, Suomen Hyönteistieteellinen Seura, 1983,  pp. 89–94, ISSN 0003-4428 (WC · ACNP), LCCN 91649455, OCLC 2734663.
- (EN) Mutuura, A., Morphology of the Female Terminalia in Lepidoptera, and Its Taxonomic Significance (abstract), in Canadian Entomologist, vol. 104, n. 7, Ottawa, Entomological Society of Canada, luglio 1972,  pp. 1055–1071, DOI:10.4039/Ent1041055-7, ISSN 1918-3240 (WC · ACNP), OCLC 757322410.
- (EN) Nielsen, E. S., A cladistic analysis of the Holarctic genera of adelid moths (Lepidoptera: Incurvaroidea) (abstract), in Insect Systematics & Evolution, vol. 11, n. 2, Leida, Brill, gennaio 1980,  pp. 161–178, DOI:10.1163/187631280X00491, ISSN 1876-312X (WC · ACNP), OCLC 427651601.
- (EN, DE) Nielsen, E. S., A taxonomic review of the adelid genus Nematopogon Zeller (Lepidoptera: Incurvarioidea), in Entomologica Scandinavica (Supplementum), vol. 25, Sandby, Scandanavian Society of Entomology, 1985,  p. 66, ISSN 0105-3574 (WC · ACNP), LCCN 70020995, OCLC 13729936.
- (EN) Nielsen, E. S. & Davis, D. R., The first southern hemisphere prodoxid and the phylogeny of the Incurvarioidea (Lepidoptera) (PDF), in Systematic Entomology, vol. 10, n. 3, Oxford, Blackwell Science, luglio 1985,  pp. 307–322, ISSN 0307-6970 (WC · ACNP), OCLC 4646400693.
- (EN) Nielsen, E. S. & Kristensen, N. P., The Australian moth family Lophocoronidae and the basal phylogeny of the Lepidoptera-Glossata (abstract), in Invertebrate Taxonomy, vol. 10, n. 6, Melbourne, CSIRO, 1996,  pp. 1199–1302, DOI:10.1071/IT9961199, ISSN 0818-0164 (WC · ACNP), OCLC 842755705.
- (NE) Nieukerken, E. J. van; Gielis, C.; Huisman, K. J.; Koster, J. C.; Küchlein, J. H.; Wolf, H. W. van der; Wolschrijn, J. B., Nieuwe en interessante Microlepidoptera uit Nederland (Lepidoptera) (PDF), in Nederlandse Faunistische Mededelingen, vol. 5, n. 4, Leida, Centraal Bureau Nederland van der European Invertebrate Survey, Rijksmuseum van Natuurlijke Historie, 1993,  pp. 47–62, ISSN 0169-2453 (WC · ACNP), OCLC 945412579.
- (RU, EN) Stekol'nikov, A. A., Functional Morphology of the Copulatory Apparatus in the Primitive Lepidoptera and General Evolutionary Trends in the Genitalia of the Lepidoptera, in Энтомологическое обозрение (Ėntomologičeskoe obozrenie = Entomological review), vol. 46, n. 3, Leningrado, Наука (Nauka), 1967,  pp. 400–409, ISSN 0367-1445 (WC · ACNP), OCLC 7619241.
- (FR) Viette, P., Revision du Catalogue des Lépidoptères Homoneures (Famille des Micropterygidae), in Revue Française d'Entomologìe, vol. 14, n. 1, Parigi, Laboratoire d'entomologie (Muséum national d'histoire naturelle), 1947,  pp. 24–31, ISSN 0375-0868 (WC · ACNP), OCLC 5730473.
- (DE) Zeller, P. C., Versuch einer naturgemässen Eintheilung der Schaben (PDF), in Isis von Oken, vol. 32, Lipsia, Brockhaus, 1839,  p. 185, LCCN 03001744, OCLC 31580205.

### Testi
- (EN) Capinera, J. L. (Ed.), Encyclopedia of Entomology, 4 voll., 2nd Ed., Dordrecht, Springer Science+Business Media B.V., 2008,  pp. lxiii + 4346, ISBN 978-1-4020-6242-1, LCCN 2008930112, OCLC 837039413.
- (EN) Common, I. F. B., Moths of Australia, Slater, E. (fotografie), Carlton, Victoria, Melbourne University Press, 1990,  pp. vi, 535, 32 con tavv. a colori, ISBN 978-0-522-84326-2, LCCN 89048654, OCLC 220444217.
- (EN) Fletcher, T. B., A list of the generic names used for Microlepidoptera, collana Memoirs of the Department of agriculture in India. Entomological series, vol. 11, Calcutta, Government of Inda central publication branch, 1929,  pp. ix + 246, ISBN non esistente, OCLC 4545236.
- (RU) Gerasimov, A. M., Pavlovskij, E. N., Skarlato, O. A., Gerasimov, A. M. - Caterpillars, Part 1, in Fauna SSSR - Insects-Lepidoptera, collana novaja serija 56 Nasekomye češuekrylye, volume 1, numero 2, Mosca, Akademija Nauk SSSR; Zoologičeskij Institut, 1952,  p. 338, ISBN non esistente, LCCN 82203078, OCLC 833747367.
- (EN) Grimaldi, D. A.; Engel, M. S., Evolution of the insects, Cambridge [U.K.]; New York, Cambridge University Press, maggio 2005,  pp. xv + 755, ISBN 978-0-521-82149-0, LCCN 2004054605, OCLC 56057971.
- (EN) Heppner, J. B. (Ed.), Heppner, J. B. & Davis, D. R. - Fasc. 14, Andesianidae, in Lepidopterorum catalogus : new series, vol. 1, Primitive Microlepidoptera (Micropterigoidea - Incuvarioidea), Leida; New York, E. J. Brill / Flora & Fauna Publications, 1989, ISBN 978-0-916846-45-9, LCCN 88020258, OCLC 18163823.
- (EN) Hering, E. M., Biology of the Leaf Miners, s'-Gravenhage, W. Junk, 1951,  pp. iv + 420, ISBN 978-94-015-7198-2, LCCN 52001318, OCLC 1651676.
- (EN) Janse, A. J. T. (ed.)., Janse, A. J. T., Family Adelidae, in The Moths of South Africa, Vol. 4, Part 2, Durban, Commercial Printing Co., 1945,  pp. 79–148, ISBN non esistente, OCLC 873031073.
- (EN) Kristensen, N. P. (Ed.), Handbuch der Zoologie / Handbook of Zoology, Band 4: Arthropoda - 2. Hälfte: Insecta - Lepidoptera, moths and butterflies, Kükenthal, W. (Ed.), Fischer, M. (Scientific Ed.), Teilband/Part 35: Volume 1: Evolution, systematics, and biogeography, ristampa 2013, Berlino, New York, Walter de Gruyter, 1999  [1998],  pp. x, 491, ISBN 978-3-11-015704-8, OCLC 174380917.
- (EN) Meyrick, E., Lepidoptera Heterocera (Tineae). Fam. Adelidae, collana Genera insectorum, vol. 133, Bruxelles, V. Verteneuil & L. Desmet, 1912,  pp. 12, 1 tav., ISBN non esistente, OCLC 886129097.
- (EN) Naumann, I. D. (Ed.), The Insects of Australia: a textbook for students and research workers, Slater, E. (fotografie), Vol. 2, (2nd edn.), Carlton, Victoria e Londra, Melbourne University Press & University College of London Press, 1991,  p. 1137, ISBN 9780522844542, OCLC 25292688.
- (EN) Stainton, H. T., Insecta Britannica (PDF), Vol. III: Lepidoptera, Tineina, Londra, L. Reeve, 1854,  pp. viii, 313, DOI:10.5962/bhl.title.9558, ISBN non esistente, LCCN agr10000669, OCLC 18472969.
- (EN) Stehr, F. W. (Ed.), Immature Insects, 2 volumi, seconda edizione, Dubuque, Iowa, Kendall/Hunt Pub. Co., 1991  [1987],  pp. ix, 754, ISBN 978-0-8403-3702-3, LCCN 85081922, OCLC 13784377.